# Берт Ромп
Берт Ромп (нід. Bert Romp, 4 листопада 1958 — 4 жовтня 2018) — нідерландський вершник.
Олімпійський чемпіон 1992 року в командному конкурі, учасник 1996 року.